# Berthold Beitz
Berthold Beitz (ur. 26 września 1913 w Zemminie, zm. 30 lipca 2013 w Kampen) – niemiecki przedsiębiorca, dyrektor generalny Friedrich Krupp AG oraz wpływowy przemysłowiec Zagłębia Ruhry. Uznanie zyskał dzięki uratowaniu w Polsce ok. 250 żydowskich robotników podczas II wojny światowej. W 1973 roku Beitz otrzymał tytuł Sprawiedliwego wśród Narodów Świata.

## Wczesne życie
Berthold Beitz urodził się w Zemminie na Pomorzu Przednim. Rozpoczął karierę bankowca w 1938 roku w Pommersche Bank w Stralsundzie oraz rozpoczął pracę w koncernie petrochemicznym Shell w Hamburgu w tym samym roku.

## II wojna światowa
Beitz przerwał pracę w Shellu ze względu na II wojnę światową. Następnie w czasie okupacji wyznaczał w lipcu 1941 roku w Borysławiu pracowników potrzebnych w czasie działań wojennych. W mieście tym mieszkała duża mniejszość żydowska. Wielu Żydów posiadało zawód inżynierów chemików, asystentów laboratoryjnych, mechaników i robotników w dziedzinie przemysłu naftowego.
W czasie wojny był również dyrektorem handlowym niemieckiego przedsiębiorstwa Karpathen-Öl AG, kontrolującego produkcję naftową w Zagłębiu Drohobycko-Borysławskim. Zakład zatrudniał ok. 10 tys. robotników przymusowych, w większości Żydów. W tamtym okresie Beitz uratował życie dwustu pięćdziesięciu Żydom. Podczas każdej z tych akcji był obecny na stacji kolejowej z żądaniem uwolnienia swoich pracowników, co zwiększyło interwencję na inne osoby narodowości żydowskiej. Pomagał Żydom również poprzez wystawianie fałszywych świadectw pracy i ukrywanie ich w swoim domu w czasie działań. W 1944 roku Beitz został wcielony do Wehrmachtu i walczył na froncie wschodnim.
Za swoją działalność w czasie wojny został w 1973 roku odznaczony medalem Sprawiedliwego Wśród Narodów Świata.

## Działalność po wojnie
Po wojnie wrócił do Hamburga. Od 1952 roku był pełnomocnikiem dyrektora koncernu przemysłowego Alfrieda Kruppa, a po jego śmierci w 1967 roku został przewodniczącym rady fundacji Alfried Krupp von Bohlen und Halbach-Stiftung, a od 1989 roku był jej honorowym przewodniczącym.
Od zakończenia wojny dla Beitza jednym z priorytetowych zadań było porozumienie z Polską. Od końca lat 50. XX wieku uczestniczył w Targach Poznańskich. Tam nawiązał kontakt z premierem Józefem Cyrankiewiczem, który wkrótce zaprosił go do Polski. 6 grudnia 1960 roku, za wiedzą kanclerza RFN Konrada Adenauera przyleciał do Warszawy. Ówczesny korespondent „Frankfurter Allgemeine Zeitung” Hansjakob Stehle opisał tamto wydarzenie następująco: Takiego przyjęcia nie zgotowano po wojnie jeszcze żadnemu zachodnioniemieckiemu gościowi.
Działalność Beitza spotkała się z oporem w obu państwach. W RFN Beitza atakowały środowiska wypędzonych, zarzucając mu wspieranie czerwonego przemysłu zbrojeniowego, a dziennikarze nazwali go ambasadorem do zadań specjalnych. Jego misją interesował się również prezydent Stanów Zjednoczonych – John F. Kennedy.
Przełom w polsko-zachodnioniemieckich stosunkach mógł nadejść po utworzeniu w 1969 roku rządu Willy’ego Brandta. Beitz będąc jego wysłannikiem przekazał w tym samym roku Cyrankiewiczowi osobisty list kanclerza, który zawierał propozycję negocjacji. W 1970 roku wraz z Brandtem uczestniczył w podpisaniu traktatu między Polską a RFN w Warszawie.
Bertholdowi Beitzowi przyznano honorowe doktoraty wielu uczelni na świecie, m.in. Uniwersytetu Jagiellońskiego w 1993 roku.
W latach 1972–1988 był członkiem Międzynarodowego Komitetu Olimpijskiego oraz honorowym członkiem tej organizacji aż do śmierci. W latach 1984–1988 był wiceprezydentem, a także członkiem zarządu MKOL-u.
Berthold Beitz zmarł 30 lipca 2013 roku w wieku 99 lat w swoim domku letniskowym w Kampen. Następnie Ronald Lauder, przewodniczący Światowego Kongresu Żydów nazwał Beitza Największym Niemcem XX wieku.

## Życie prywatne
Berthold Beitz był żonaty z Else z d. Hochheim, z którą się ożenił w 1939 roku. Małżeństwo miało trzy córki: Barbarę, Susanne i Bettinę, siedmioro wnucząt oraz dziesięcioro prawnucząt.

## Nagrody i odznaczenia
- Sprawiedliwy wśród Narodów Świata (1973)
- Komandoria z Gwiazdą Orderu Zasługi PRL (1974)
- Doktor honoris causa Uniwersytetu w Greifswaldzie (1983)
- Honorowy pierścień miasta Essen (1983)
- Order Zasługi Nadrenii Północnej-Westfalii (1986)
- Order Zasługi Republiki Federalnej Niemiec
  - Krzyż Wielki (1987)
  - Wielki Krzyż Zasługi z Gwiazdą i Wstęgą (1979)
  - Wielki Krzyż Zasługi z Gwiazdą (1973)
  - Wielki Krzyż Zasługi (1971)
- Wielka Złota Odznaka Honorowa z Gwiazdą za Zasługi dla Republiki Austrii (1990)
- Honorowy senator Uniwersytetu w Greifswaldzie (1991)
- Doktor honoris causa Uniwersytetu Jagiellońskiego (1993)
- Honorowy obywatel Greifswaldu (1995)
- Doktor honoris causa Instytutu Naukowego Weizmana (1996)
- Medal Josefa Neubergera, wraz z żoną Else (1997)
- Doktor honoris causa Ruhr-Universität Bochum (1999)
- Nagroda Leo Baecka Centralnej Rady Żydów, wraz z żoną Else (1999)
- Medal Leibniza na Berlin-Brandenburgische Akademie der Wissenschaften (2000)
- Order Zasługi Korei Południowej (2001)
- Złoty Medal Uniwersytetu Wrocławskiego (2003)
- Honorowy obywatel miasta Kilonia (2003)
- Honorowy obywatel miasta Bochum (2003)
- Honorowy senator Niemieckiej Akademii Przyrodników Leopoldina (2005)
- Honorowy obywatel miasta Essen (2007)
- Członek Galerii Sław Niemieckiego Sportu (2008)
- Medal Mosesa Mendelssohna za ratowanie Żydów (2010)
- Honorowy senator Hochschule für Jüdische Studien(inne języki) w Heidelbergu (2010)
- Nagroda Lwa Kopielewa (2012)
- Medal cesarza Leopolda I na Niemieckiej Akademii Nauk Przyrodniczych Leopoldina (2012)
- Meklembursko-Pomorski Order Zasługi (2012)
- Doktor honoris causa Universität Duisburg-Essen(inne języki)
- Honorowy obywatel miasta Gerlos